# Conrad Indianapolis
Het Conrad Indianapolis is een wolkenkrabber in Indianapolis, Indiana. Het hotel opende in 2006 en heeft 23 verdiepingen. Het hotel heeft 243 kamers en 21 suites.

## Geschiedenis
- Op de plek van het hotel stond vroeger het Roosevelt Building, dat werd gesloopt in 1990.
- De plek waar het hotel werd gebouwd was oorspronkelijk bedoeld voor het Artsgarden Tower project, maar werd geannuleerd in september 2002.
- Op 19 maart, 2003 werd het hotel goedgekeurd en op 14 april 2004 begon de bouw van het gebouw.
- Op 23 maart 2006 vond de officiële opening plaats van het hotel
- Het NCAA Men's Final Four Basketball tournament dat plaatsvond van 1-3 april 2006, was het eerste evenement sinds de opening van het hotel.
- Het gebouw is verbonden met het Embassy Suites Indianapolis Downtown via een luchtbrug.
- Het hotel concurreert met het Canterbury Hotel om het meest luxe hotel in Indianapolis.

## Prijzen
- In 2006 ontving het hotel een Monumental Award voor het verbeteren van het uiterlijk van Marion County.
- In 2007 en 2008 werd het Conrad Hilton als het het top 100ste hotel in de wereld in de Conde Nastlijst.
- In 2009 werd het hotel beoordeeld als het beste Conrad Hotels door Expedia Insiders Select list.